# Projeto de Boruch Milman, João Henrique Rocha e Ney Fontes Gonçalves para o Plano Piloto de Brasília

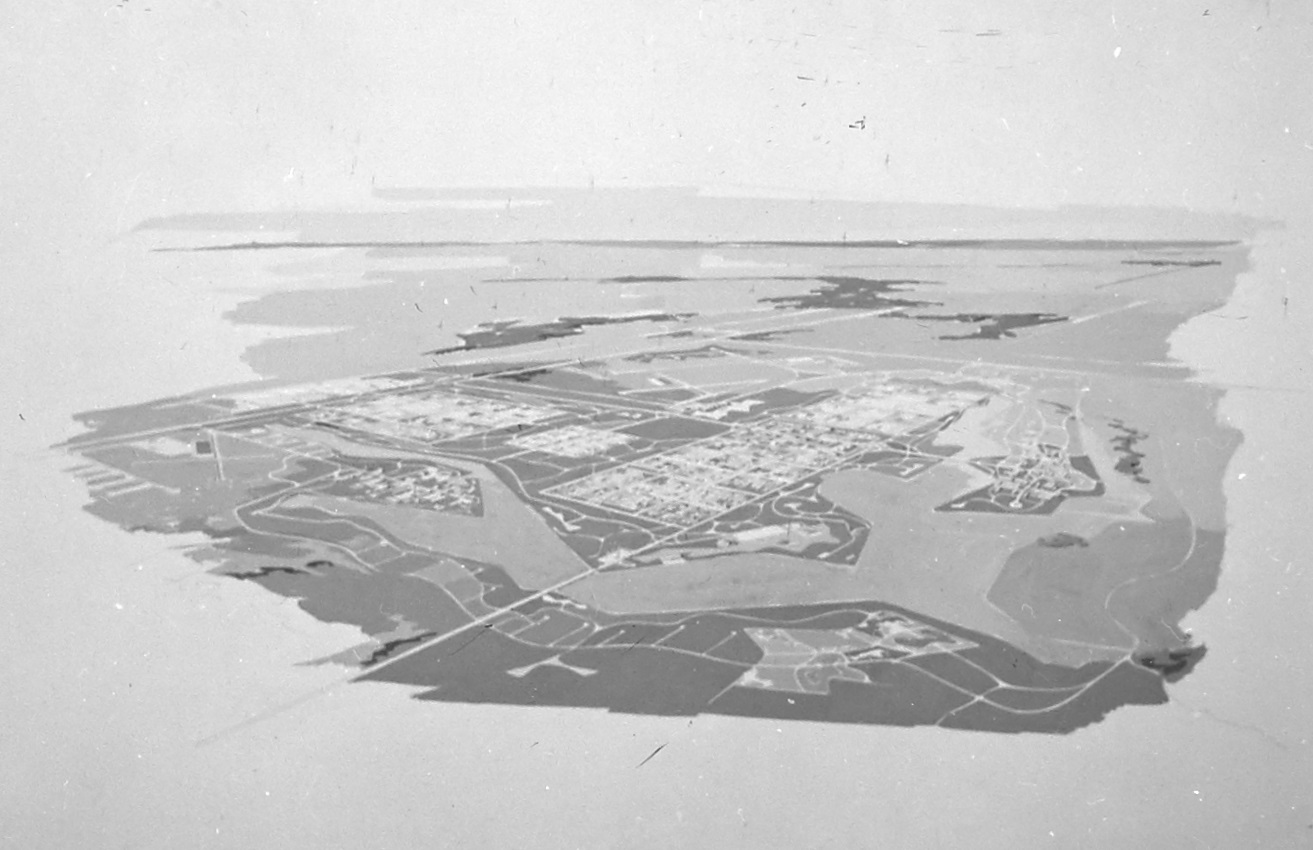
A proposta de Milman foi a segunda colocada no concurso.

O Projeto de Boruch Milman, João Henrique Rocha e Ney Fontes Gonçalves para o Plano Piloto de Brasília foi um dos projetos submetidos ao Concurso Nacional do Plano Piloto da Nova Capital do Brasil. Milman, um engenheiro, liderava a equipe recém-formada chamada de "Arquitetos Associados", que fez a proposta de número 2.
O projeto da equipe de Milman terminou o concurso no segundo lugar entre 26 propostas submetidas, o que foi uma surpresa para a equipe e para os que avaliaram posteriormente os resultados. O concurso foi vencido pela proposta 22 de Lúcio Costa, que foi elogiada por Milman, que via semelhanças entre as propostas e considerou "uma maravilha" ter chegado em segundo numa competição vencida pelo famoso arquiteto e urbanista. Ele gostou do resultado final e da experiência do concurso.

## Antecedentes
A transferência da capital federal do Rio de Janeiro para uma nova cidade no Planalto Central havia se tornado a meta-síntese do governo do presidente Juscelino Kubitschek. Tendo vencido as resistências políticas e as burocracias, o presidente pediu a Oscar Niemeyer, seu arquiteto de confiança, que projetasse a nova capital. Entretando, Niemeyer não quis fazer o projeto urbanístico, ficando apenas com os edifícios. Para projetar a cidade, ele sugere a criação de um concurso nacional com a participação do Instituto de Arquitetos do Brasil, o que é aceito por Juscelino.
Assim, em 1956 foi criada a Comissão de Planejamento da Construção e da Mudança da Nova Capital Federal, que anunciou o Concurso Nacional do Plano Piloto da Nova Capital do Brasil, com o edital da Companhia Urbanizadora da Nova Capital (Novacap) estabelecendo as regras que incluíam, por exemplo, que a cidade fosse projetada para 500 mil habitantes e a localização da área de cinco mil quilômetros quadrados. 62 concorrentes participaram do concurso, com 26 propostas apresentadas, entre elas a da recém-formada equipe liderada pelo engenheiro Boruch Milman, que foi a proposta de número 2.

## Proposta

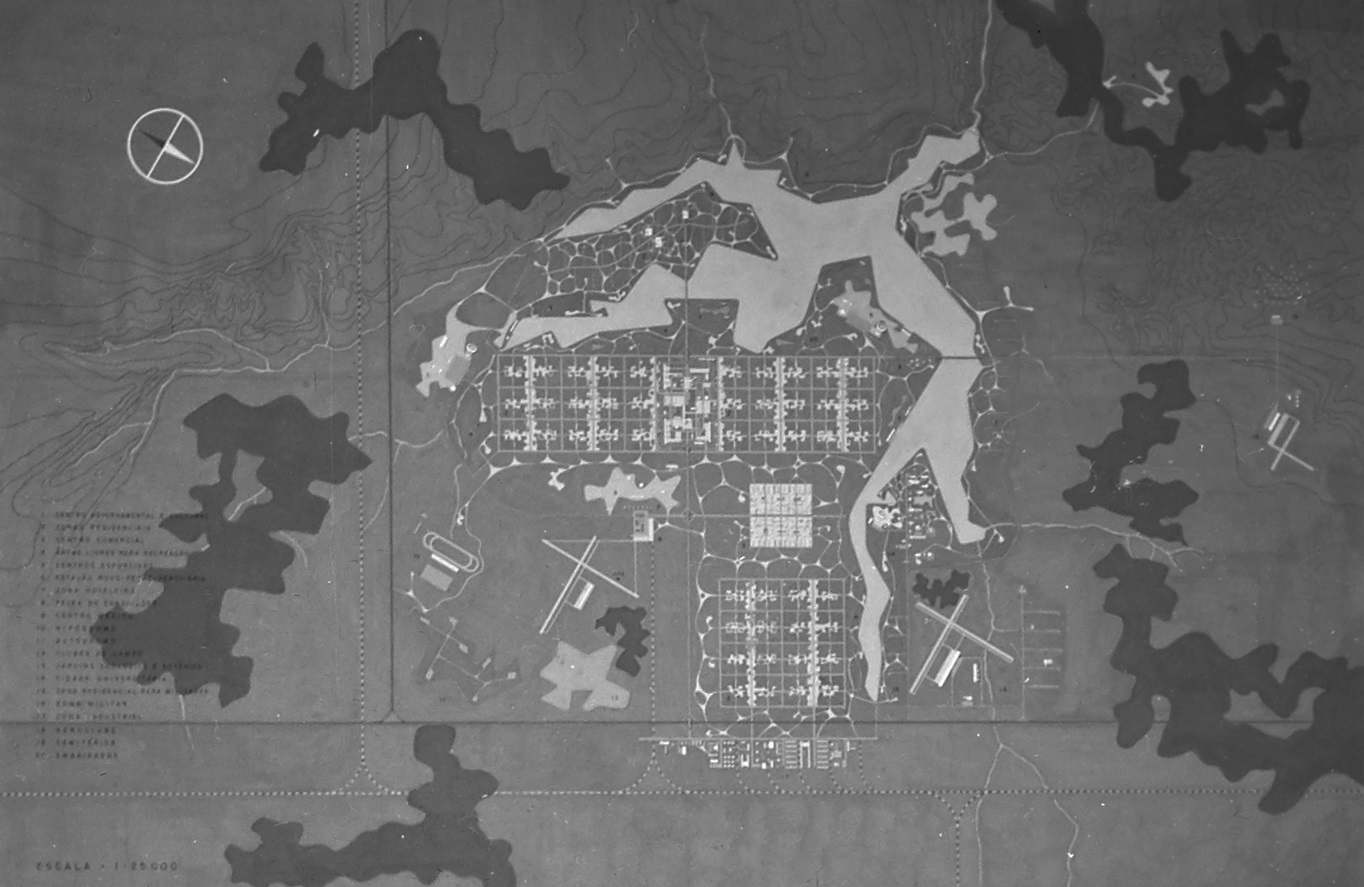
O Plano Piloto de Milman.

A proposta fazia uma divisão por setores definidos por função, que era típica da arquitetura moderna e tinha várias ideias influenciadas pelos Congresso Internacional da Arquitetura Moderna (CIAM) -  o que repetia em quase todos os projetos. Em entrevista a Folha de S.Paulo, Milman comentou as semelhanças entre a proposta da sua equipe e a vencedora: "Tinha o eixo monumental, as superquadras e a divisão por setores residencial, comercial e industrial". Os eixos em cruz, de fato, são semelhantes, mas a proposta de Milman era mais ortogonal e rígida. As superquadras tinham áreas de serviços e lazer para a socialização dos moradores, mas com residências de variadas extensões, o que era diferente do que foi feito no projeto de Lúcio Costa. A equipe de Milman se dedicou também a questões de salubridade nas possíveis futuras habitações, levando em conta questões como a luz do sol nas unidades, dedicando uma parte grande do trabalho para isto.
As cidades-satélite tinham um projeto modular similar ao do plano piloto, mas de crescimento ilimitado, diferente dele. A proposta defendia o controle da parte governamental e o crescimento indefinido das satélites, confiando a organização na própria sociedade que ocuparia o território, prevendo o que realmente aconteceu com a transformação de Brasília no centro de uma região metropolitana. Com tudo isso, o plano previa uma população de 750 mil pessoas - bem mais que o exigido pelo edital.
O zoneamento funcional dividia a cidade em três parte definidas e separadas. O setor governamental ficaria um retângulo próximo ao Lago Paranoá, ficando ao centro de duas superquadras residenciais. Um cinturão verde separaria esta área da próxima, um centro comercial isolado e cercado pela área verde. No ponto mais distante, estaria o setor industrial, com um setor residencial para os trabalhadores entre as partes comercial e industrial, que do qual viria a mão de obra para ambas as áreas. O centro de transporte - que concentraria transportes aéreos, ferroviários e rodoviários - ficaria na parte mais alta da cidade.
Um grande eixo deveria conectar as área industrial e governamental, seguindo por uma ponte que conectava as penínsulas do Paranoá - foi uma das poucas propostas que usava o lago. Estas seriam usadas para mais um setor residência e para a cidade universitária. Ainda haveria um setor esportivo, um setor militar e uma base aérea.

## Críticas

### Júri
O júri gostou dos estudos populacionais da equipe, com uma densidade bastante exata, mas criticou bastante o isolamento da parte comercial, cercada por um cinturão verde e com poucos acessos. Também foi criticada a falta de aproveitamento da parte alta da cidade, a posição dos hotéis e das zonas habitacionais - apesar dos elogios ao setor localizado na península - e a questão da expansão das cidades satélite, que poderia crescer infinitamente.
Dentre os resultados finais, chamou atenção o segundo lugar dos "Arquitetos Associados", por serem um grupo praticamente desconhecido perto de outros nomes concorrentes que foram premiados sob acusações de parcialidade.

### Milman
Diferente de outros participantes, Milman ficou feliz com o resultado. Em entrevista, ele comentou que "foi uma grande maravilha ser o segundo colocado num concurso vencido por Lúcio Costa", exaltando as qualidades do projeto vencedor e se mostrando grato com a experiência ganha pela participação. Para ele, o relatório justificativo de Costa foi o principal fator para a vitória do carioca.